# Sandy Hollow-Escondidas
Sandy Hollow-Escondidas is een plaats (census-designated place) in de Amerikaanse staat Texas, en valt bestuurlijk gezien onder Nueces County.

## Demografie
Bij de volkstelling in 2000 werd het aantal inwoners vastgesteld op 433.

## Geografie
Volgens het United States Census Bureau beslaat de plaats een oppervlakte van
21,2 km², waarvan 20,7 km² land en 0,5 km² water.

## Plaatsen in de nabije omgeving
De onderstaande figuur toont nabijgelegen plaatsen in een straal van 16 km rond Sandy Hollow-Escondidas.